# پیتر بینبریج (بازیکن فوتبال)
پیتر بینبریج (انگلیسی: Peter Bainbridge؛ زادهٔ ۳۰ ژانویهٔ ۱۹۵۸) بازیکن فوتبال اهل بریتانیا است.
از باشگاه‌هایی که در آن بازی کرده‌است می‌توان به باشگاه فوتبال یورک سیتی، باشگاه فوتبال دارلینگتون، باشگاه فوتبال هارتل پول یونایتد، باشگاه فوتبال ویتبای تاون، و باشگاه فوتبال میدلزبرو اشاره کرد.